# 許冠三
許冠三（1924年11月4日—2011年10月16日），香港歷史學家。

## 生平
1947年，從東北大學畢業，1950年，受時在自由出版社工作的老師謝澄平邀請來港。之後又同孫述憲創辦人人出版社，並參加友聯出版社。先後任職於台灣大學、香港大學。1974年移席香港中文大學歷史系，提倡“多元史絡分析法”。著有《新史學九十年》、《史學與史學方法》、《大（活）史學答問》等。2004年，許冠三因版權問題與香港中文大學爆發糾紛。